# Porxos de Flix
Els Porxos de Flix és una obra de Flix (Ribera d'Ebre) inclosa a l'Inventari del Patrimoni Arquitectònic de Catalunya. Estan situats dins del nucli urbà de la vila de Flix, al bell mig del nucli antic, un tram situat a la banda sud de la plaça Major i l'altre a la banda de ponent del carrer Major.

## Descripció
Es tracta de dos trams coberts independents, formats per diverses arcades.

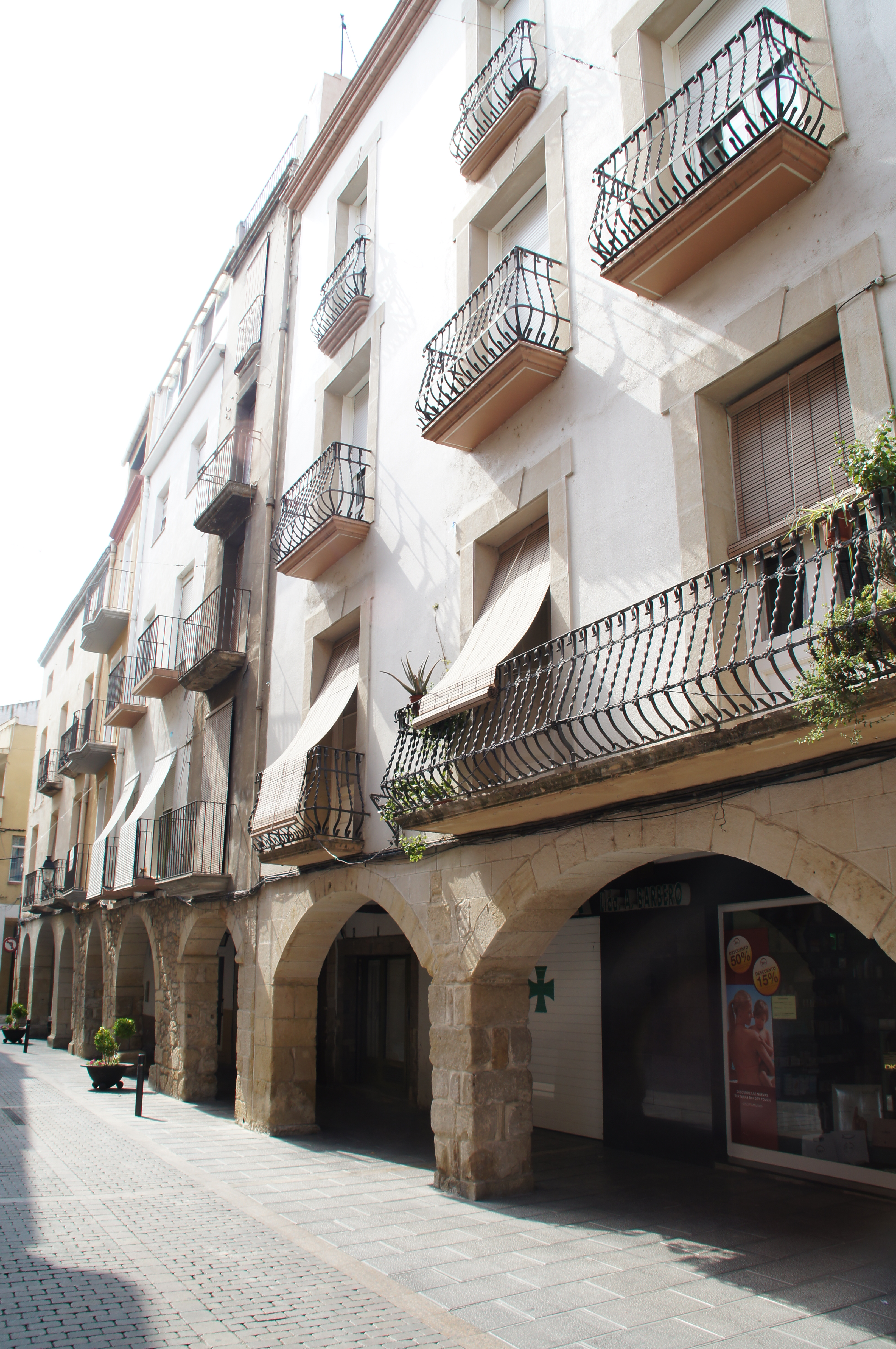
Porxos del carrer Major

 El tram del carrer Major està format per nou arcs adovellats més l'arc de tancament, situat al carrer València i restituït. Els quatre arcs situats a la part septentrional del tram són rebaixats mentre que la resta són de mig punt. Tots els arcs es recolzen damunt pilars quadrats bastits amb carreus de pedra ben desbastats, alguns amb les impostes motllurades. A l'interior, el sostre és pla i està format per un embigat de fusta. El tram situat a la plaça Major consta de cinc arcs rebaixats adovellats, un d'ells orientat al carrer Gombau. Aquests arcs també es recolzen damunt pilars de secció quadrada, bastits en carreus de pedra ben desbastats, i el passadís interior està cobert per un sostre embigat de fusta, de la mateixa manera que els del carrer Major.